# Тања Кањото
Тања Кањото (итал. Tania Cagnotto; Болцано, 15. мај 1985) некадашња је елитна италијанска скакачица у воду, вишеструка првакиња Европе и једна од најуспешнијих такмичарки у Европи у овом спорту. Њена специјалност су скокови са даске са висина од једног и три метра, како у појединачној, тако и у конкуренцији синхронизованих парова. У једном делу каријере успешно се такмичила и у скоковима са торња са висине од 10 метара.
Тања Кањото је прва италијанска скакачица која је успела да освоји медаљу на светском првенству (бронза у Монтреалу 2005. у скоковима са даске са 3 метра висине).
Највећи успех у каријери остварила је на Светском првенству 2015. у руском Казању где је освојила укупно три медаље, укључујући и златну медаљу у дисциплини даска 1 метар.
На Летњим олимпијским играма учествовала је укупно 4 пута, а највећи успех остварила је у Рију 2016. где је освојила сребрну медаљу у синхронизованим скоковима са даске са 3 метра.
Њен отац Ђорђо Кањото био је један од најуспешнијих италијанских скакача у воду и освајач 4 олимпијске медаље, а скоковима у воду бавила се и њена мајка Кармен Кастајнер.
Године 2014. проглашена је за најбољу спортисткињу Италије у избору спортског дневника La Gazzetta dello Sport.